# Biserica de lemn din Brătuia

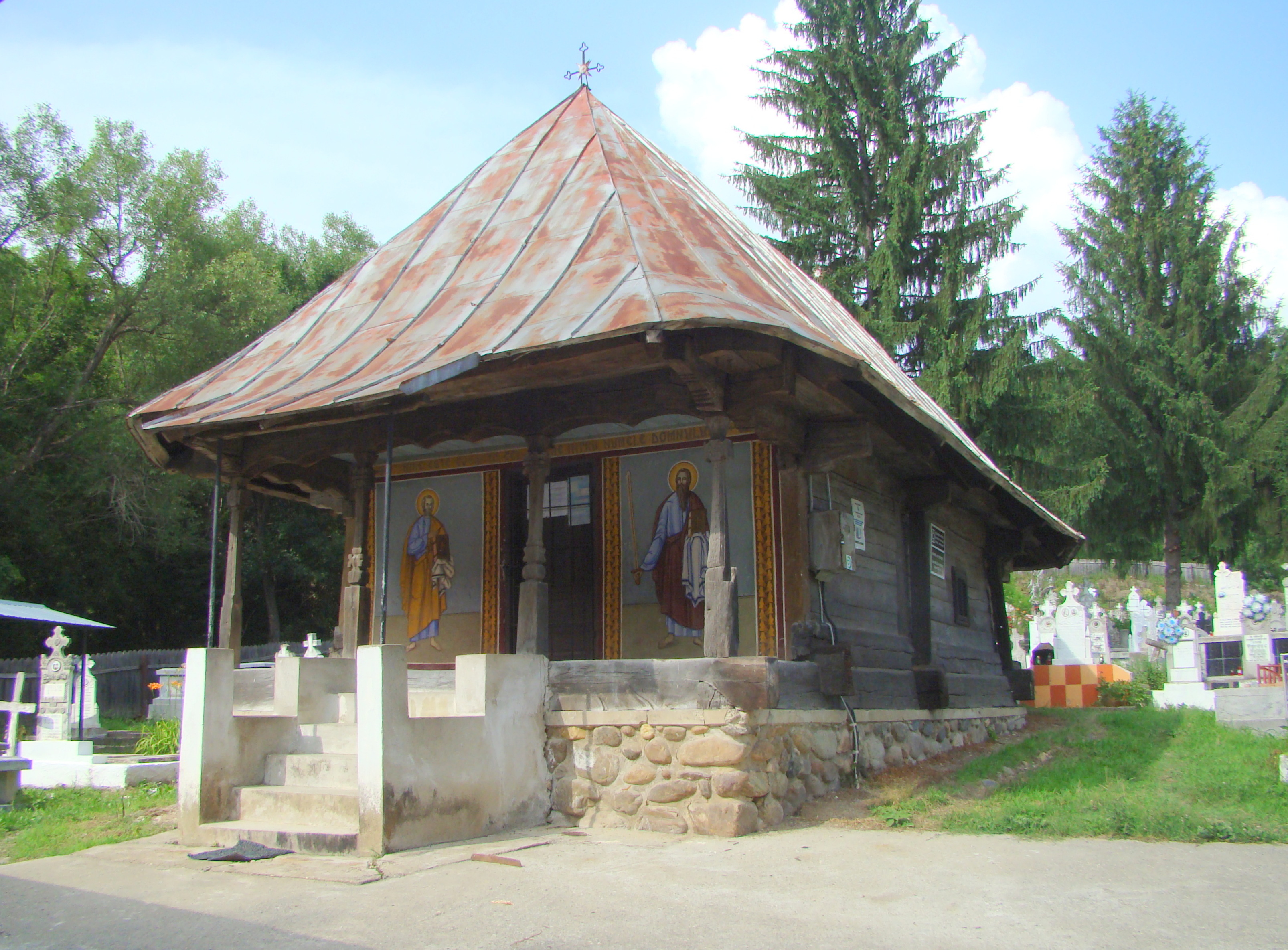
Biserica de lemn „Sfinții Voievozi” din Brătuia, comuna Dănești, județul Gorj, foto: iunie 2018.

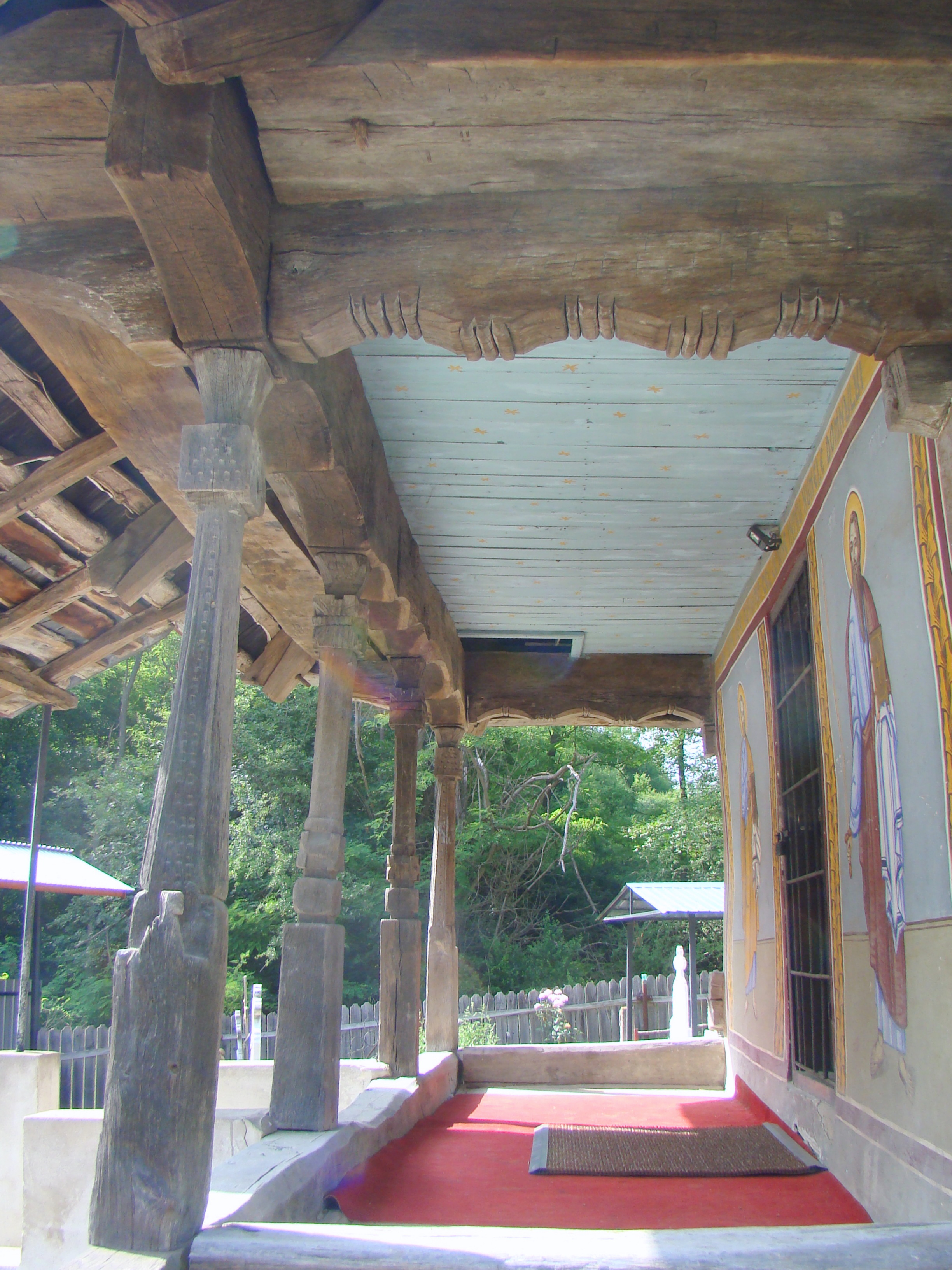
Prispa

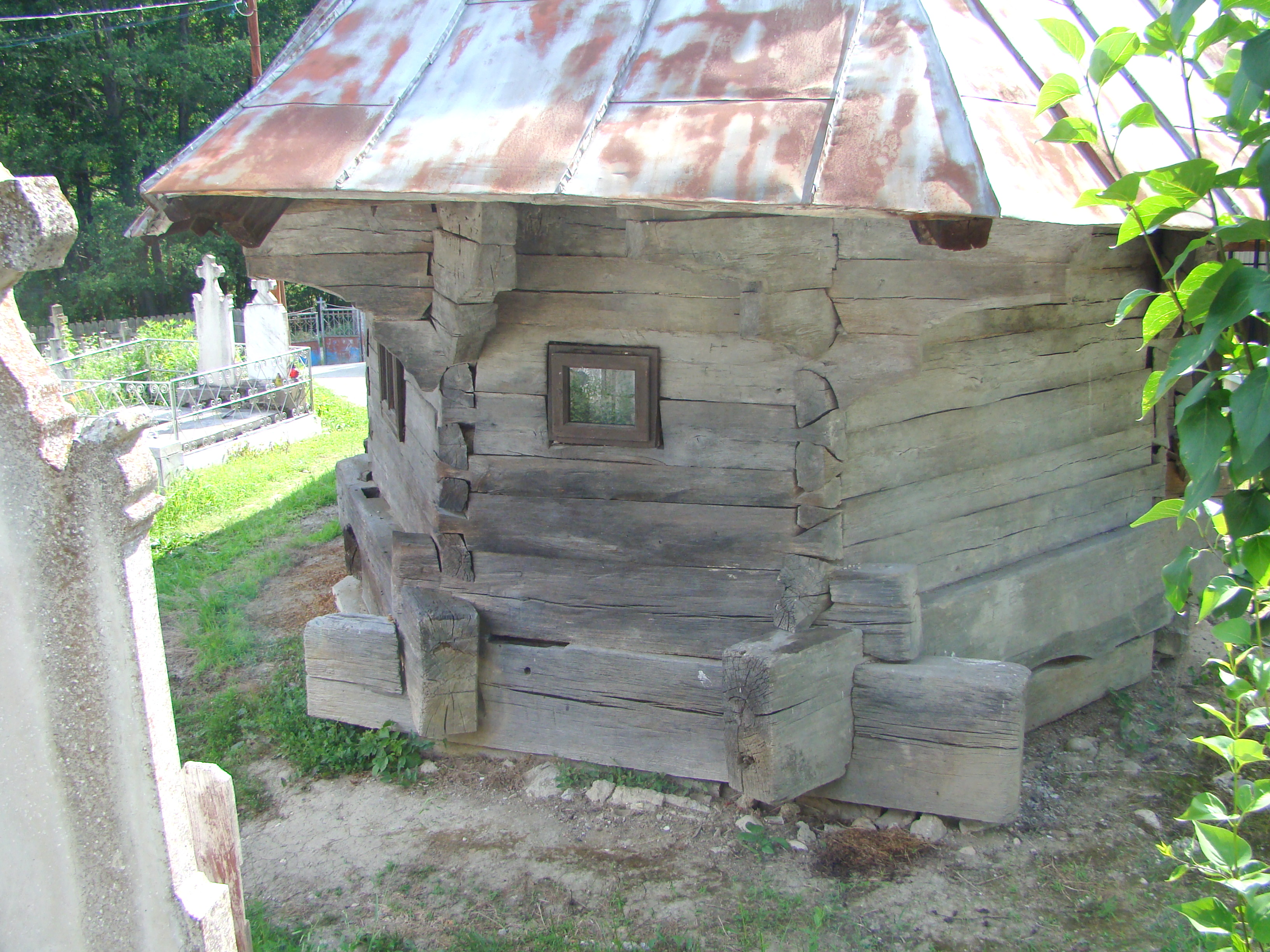
Absida altarului

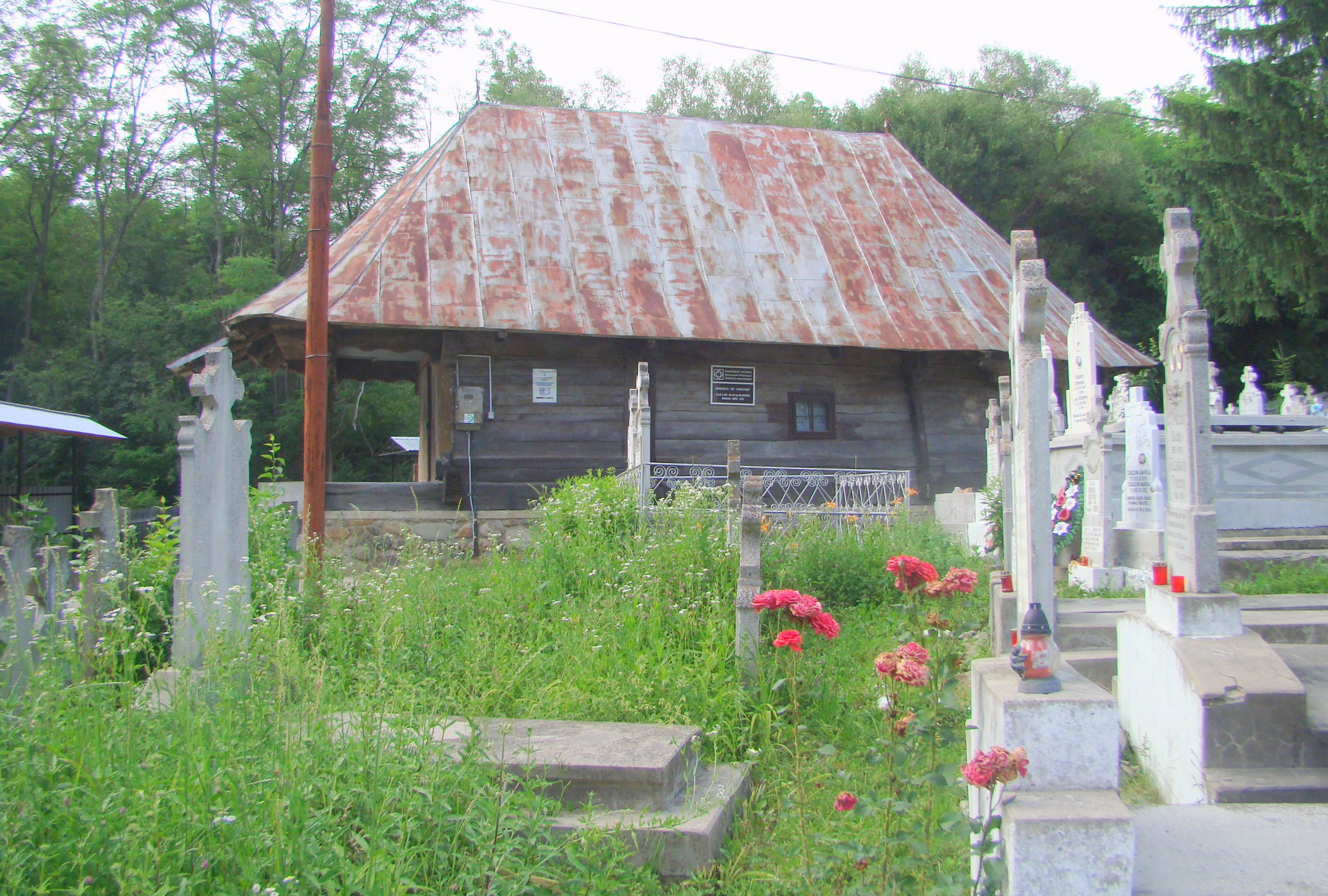
Biserica (sud)

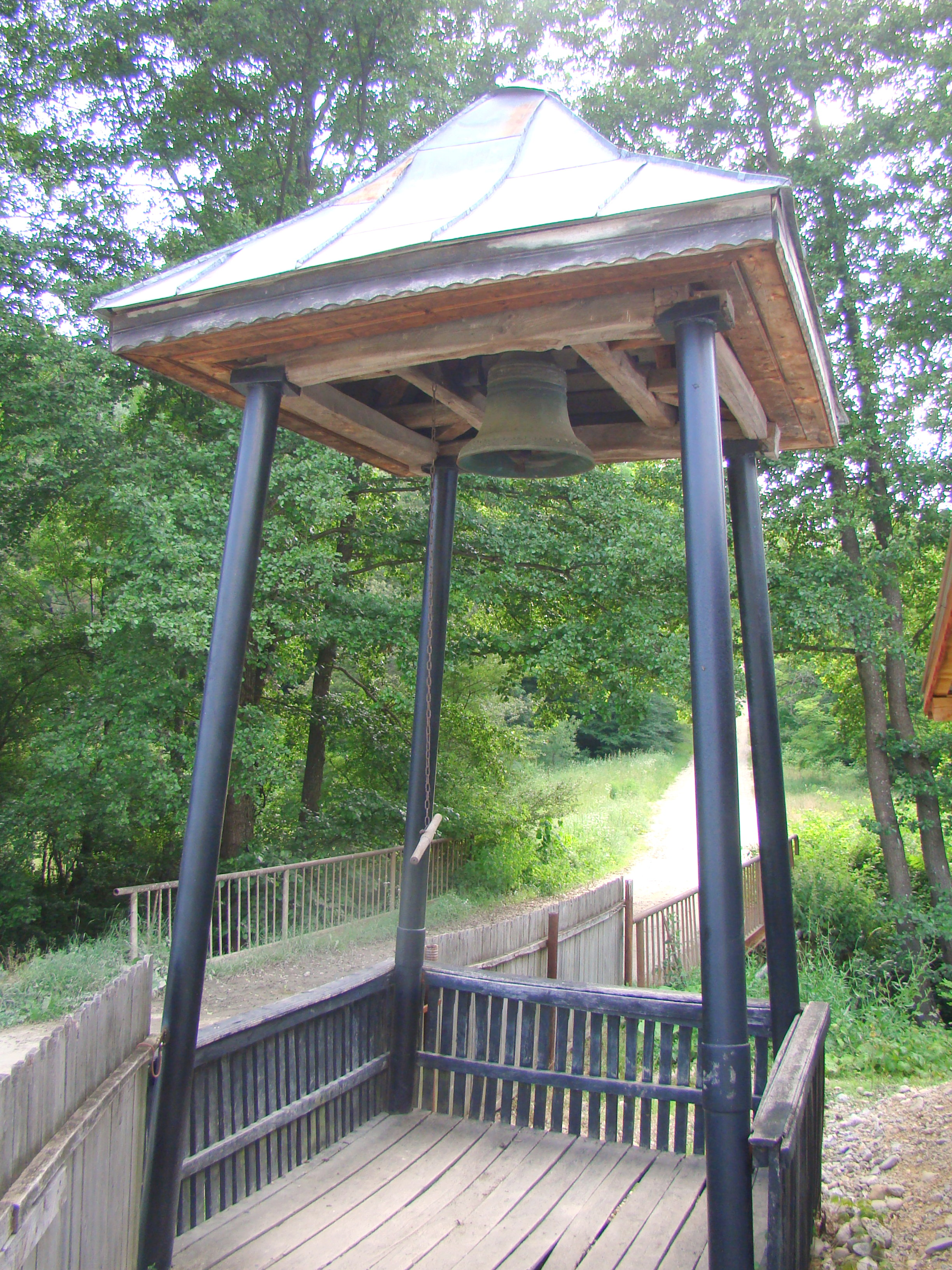
Clopotnița

Biserica de lemn din Brătuia, comuna Dănești, județul Gorj, a fost construită în secolul XVIII. Are hramul „Sfinții Voievozi”. Biserica se află pe lista monumentelor istorice sub codul LMI:  GJ-II-m-B-09249.

## Istoric și trăsături
Biserica este situată pe valea Brătuii, la crucea hotarelor a mai multor sate, în mijlocul cimitirului acestora (este capela de cimitir a satelor Lazu, Trocani și Brătuia). Are o vechime de circa trei secole și a fost renovată în mai multe rânduri, anul uneia dintre acestea fiind considerat, eronat, în lista monumentelor istorice ca an al ridicării.
Planul este dreptunghiular, cu absida altarului decroșată, poligonală, cu cinci laturi. Dimensiuni: nava 6,20 m/4,40 m, decroșul altarului de 0,40 m, laturile altarului între 1,37 m și 2,20 m, înălțimea 1,93 m. Nava este ridicată pe un soclu de piatră, în timp ce altarul a rămas direct pe pământ. Acoperișul, în pante mari, este din tablă; elevația interiorului: boltă semicilindrică peste navă, semicilindru și fâșii curbe pentru altar.
Bârnele, aparente la exterior, cu excepția laturii de vest, tencuită și pictată în 1978, sunt îmbinate în coadă de rândunică. Stâlpii care marchează intrarea sunt sculptați; unul este originar, purtând pe capitel numele dăltuitorului: Stan Calotă.
În anul 1978 biserica a fost tencuită în interior și împodobită iconografic de pictorul Grigorie Catrinoiu-Ionești. Se păstrează două icoane, încastrate în pronaos, în peretele despărțitor: Soborul Sfinților Arhangheli, cealaltă cu Sfinții Gheorghe și Dimitrie. 

## Galerie de imagini

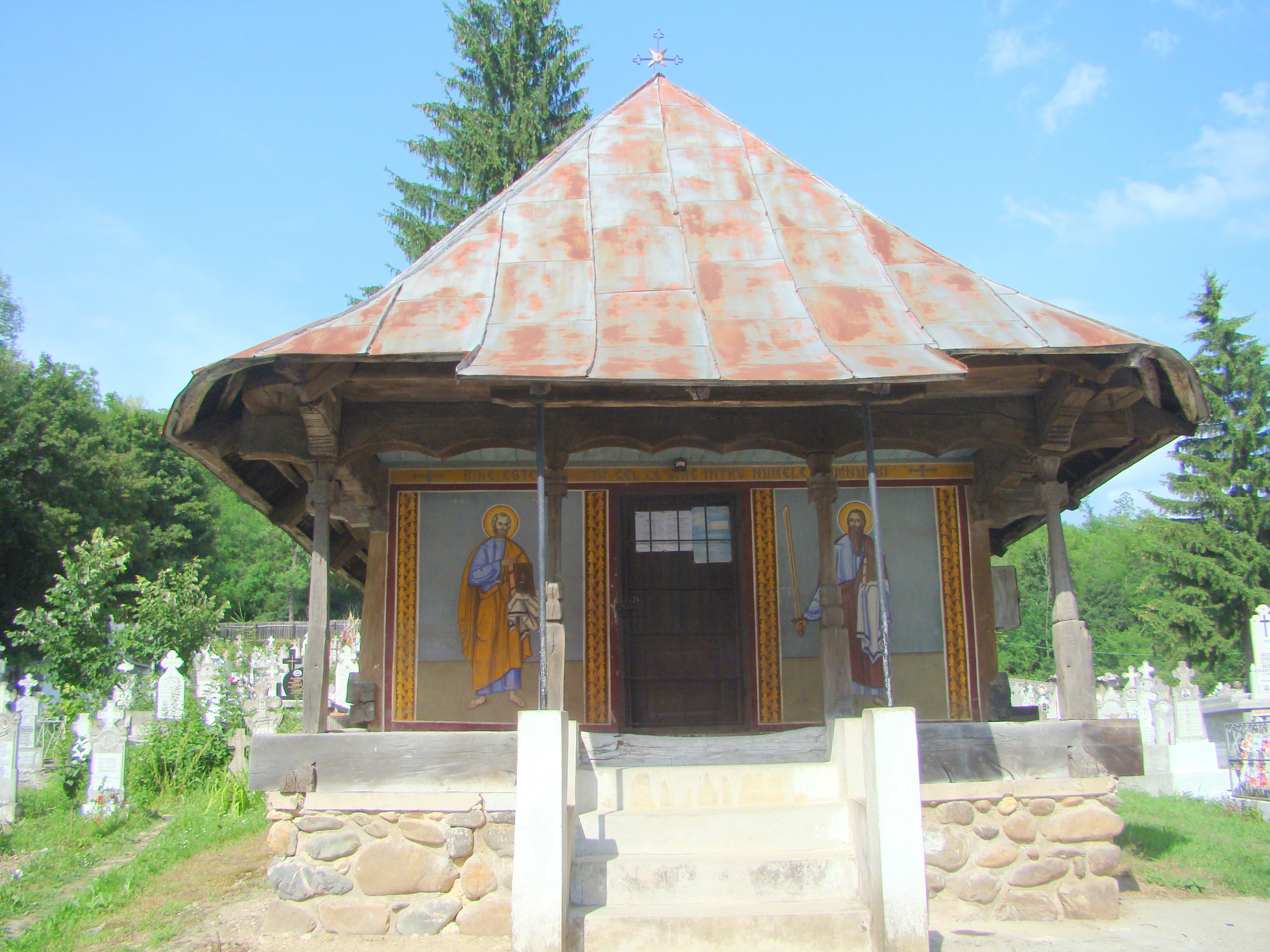
Biserica (vest)
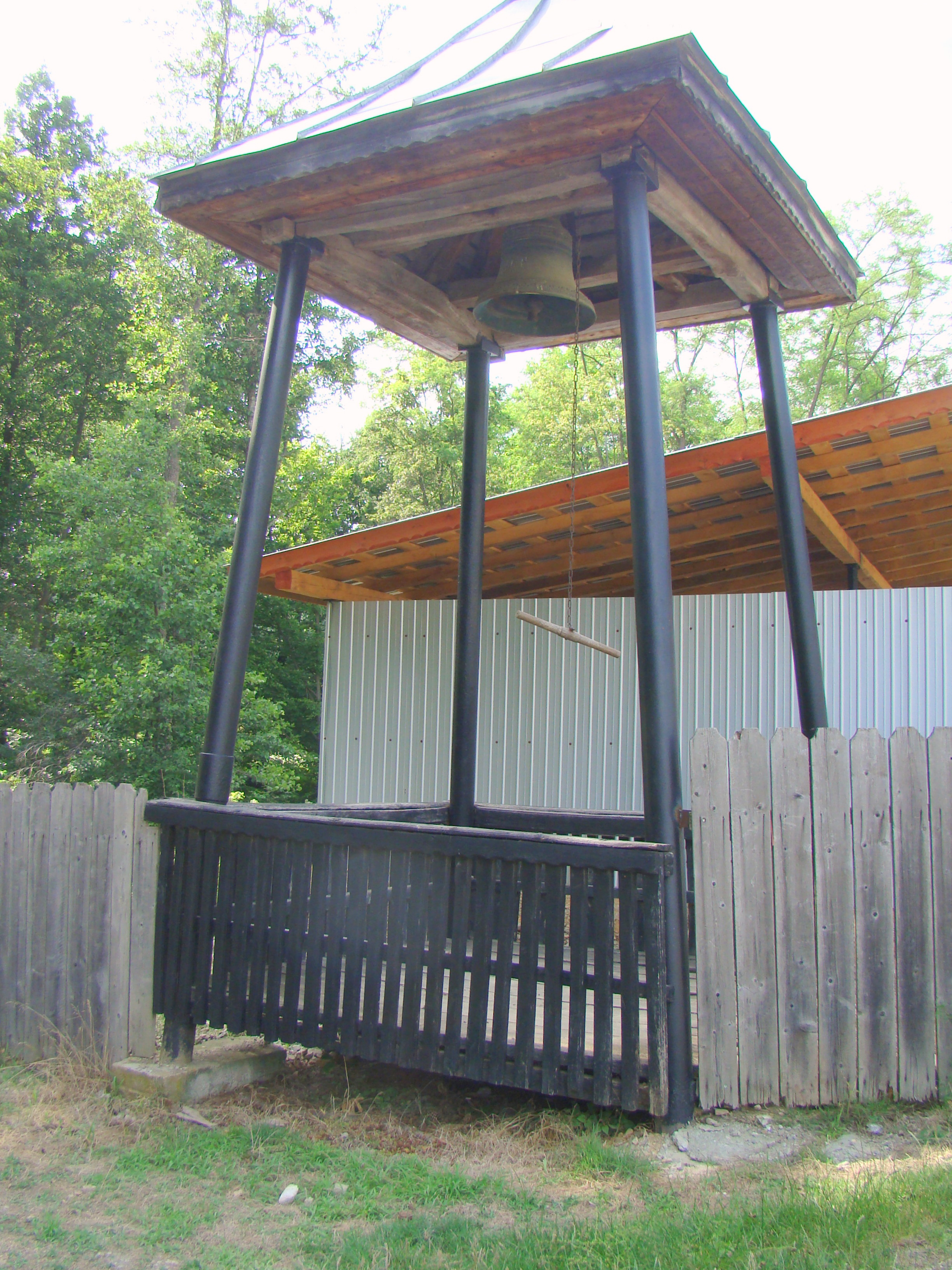
Clopotnița
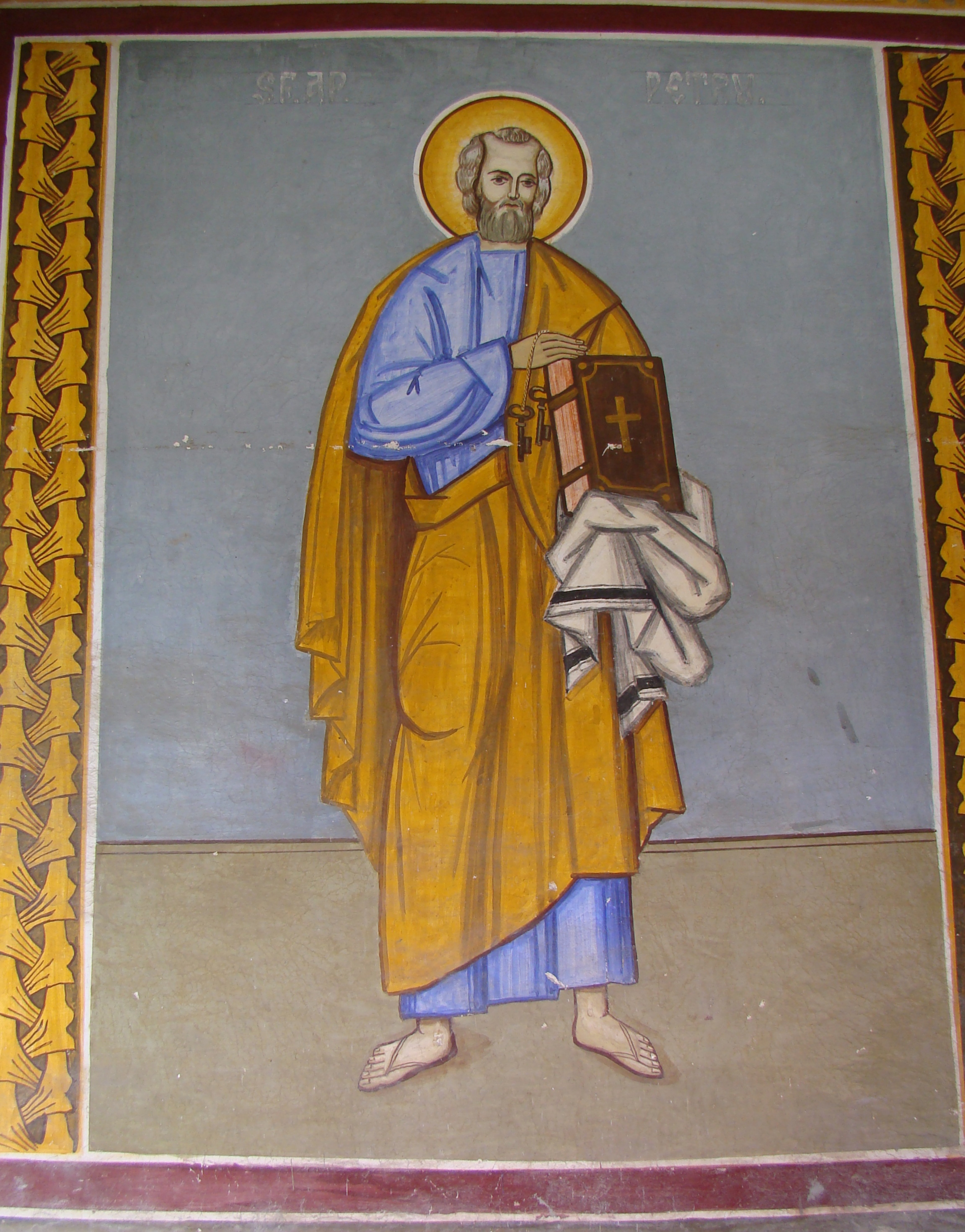
Apostolul Petru
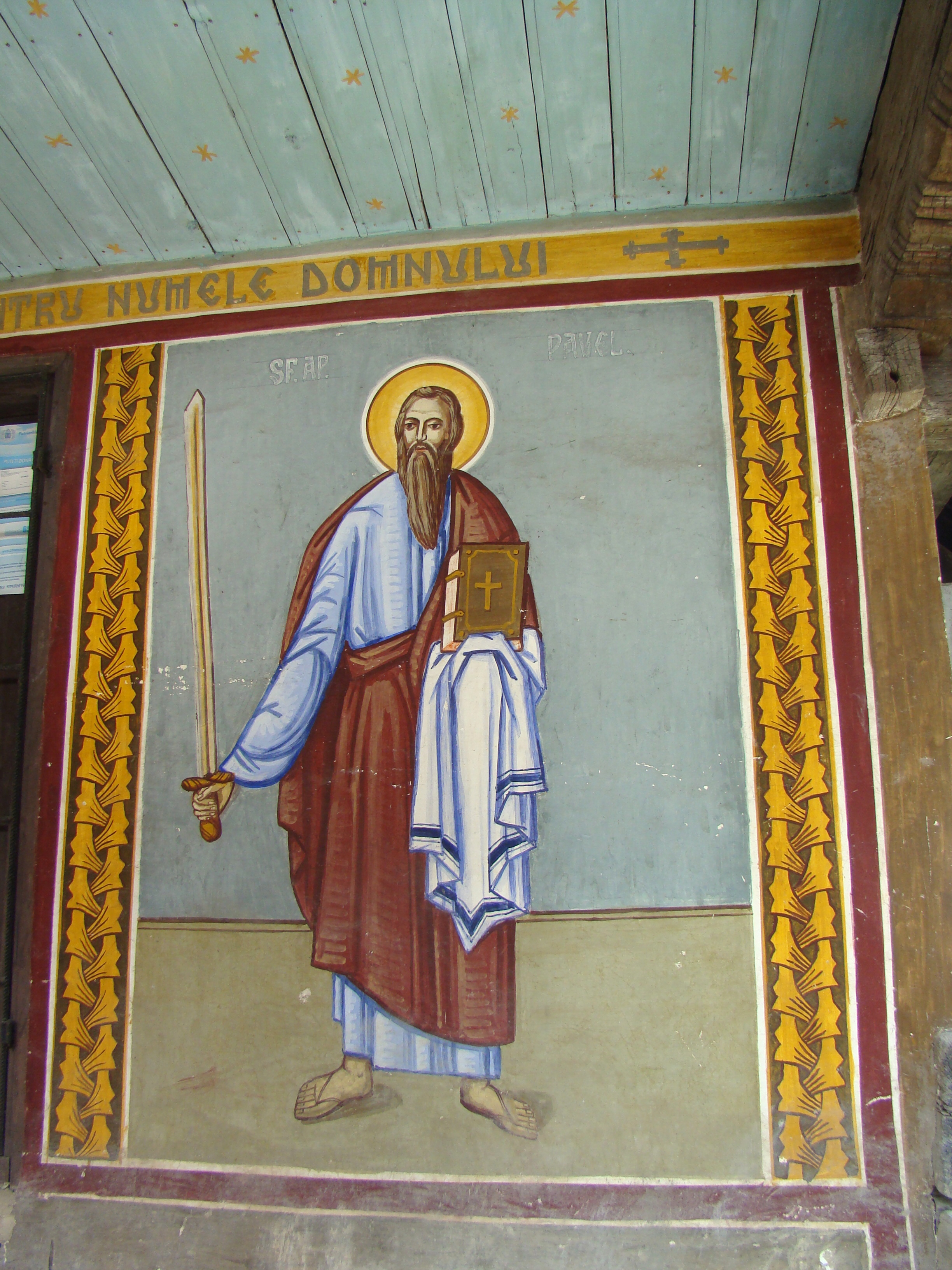
Apostolul Pavel
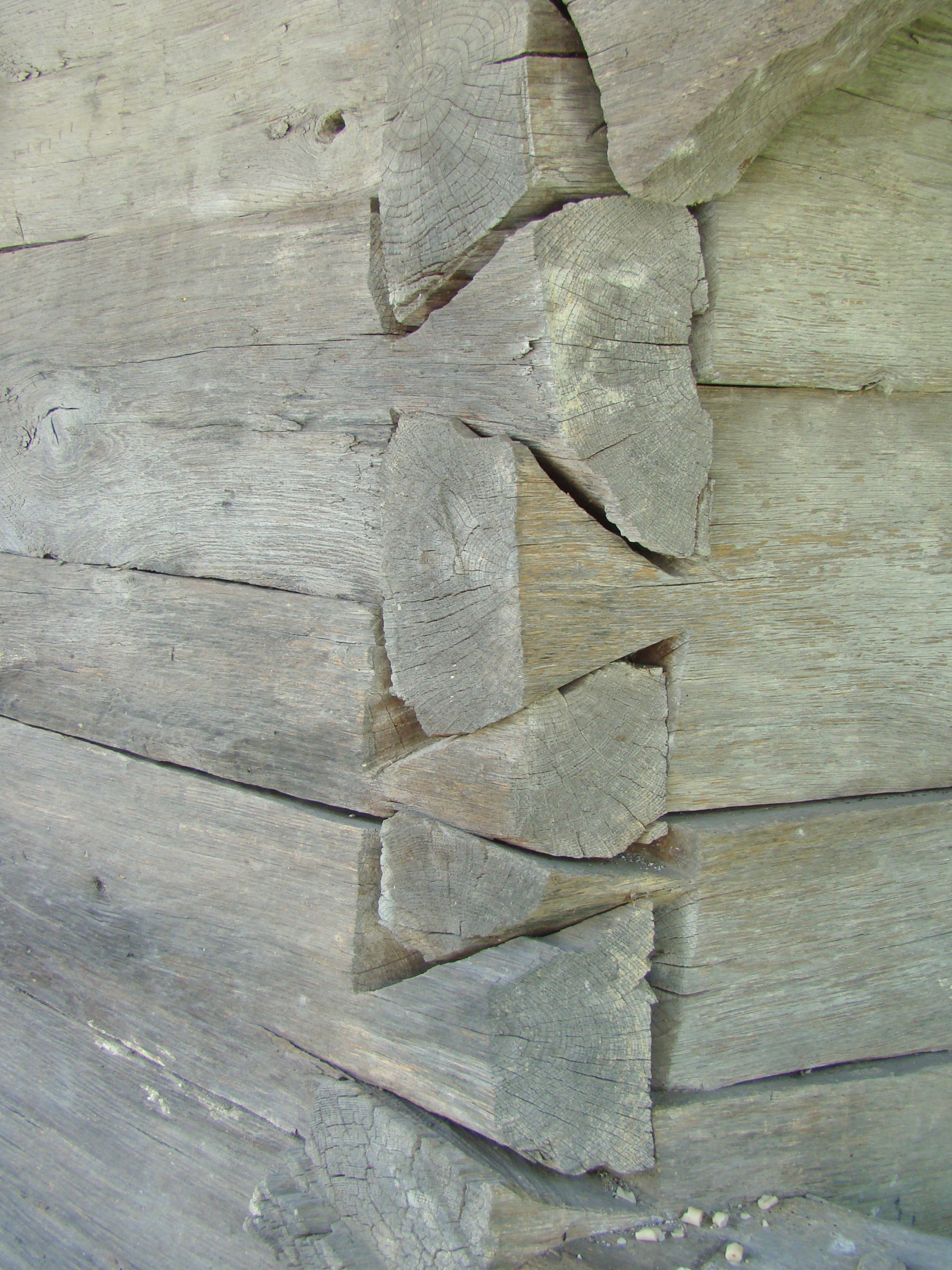
Îmbinări
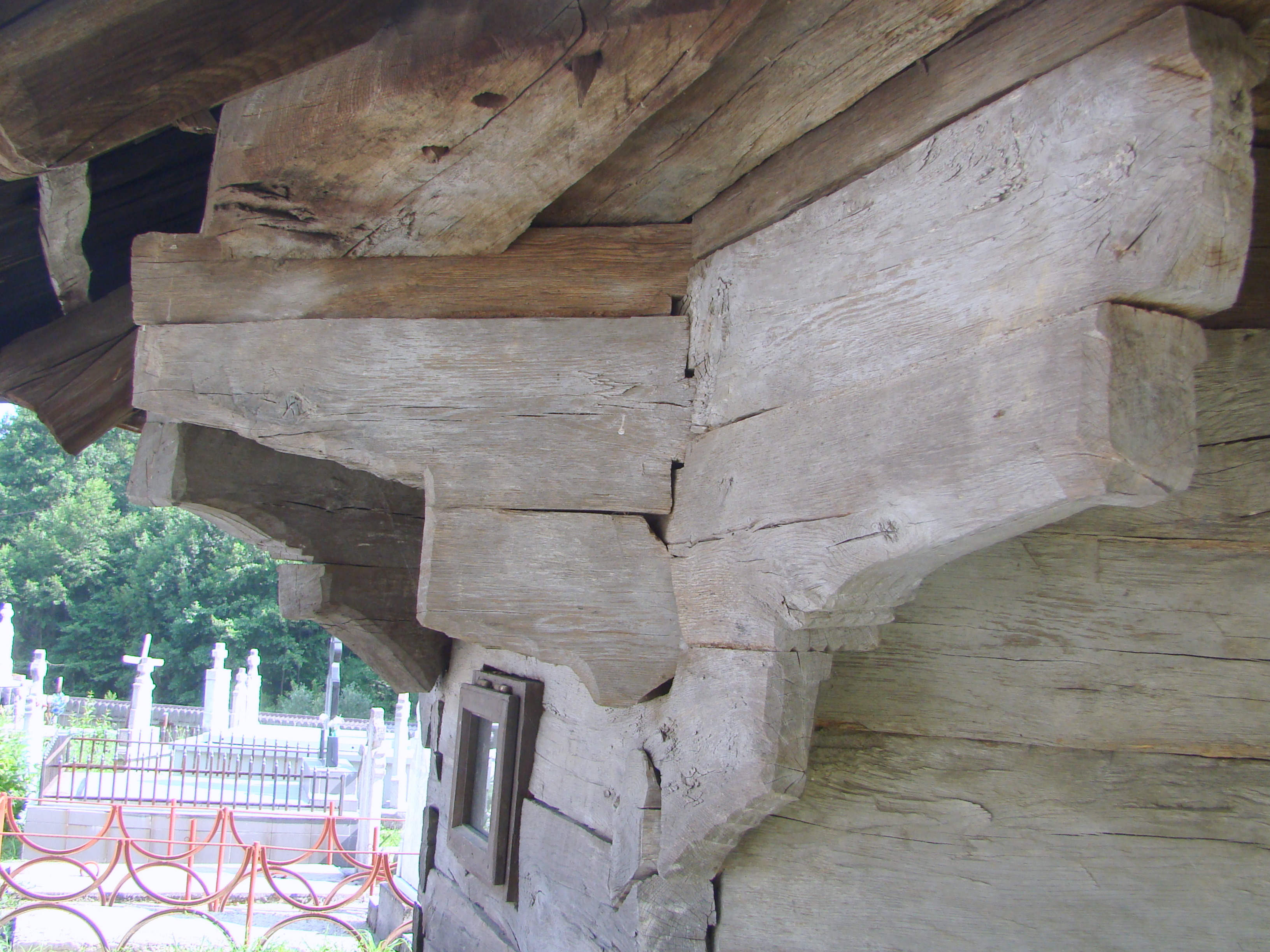
Console
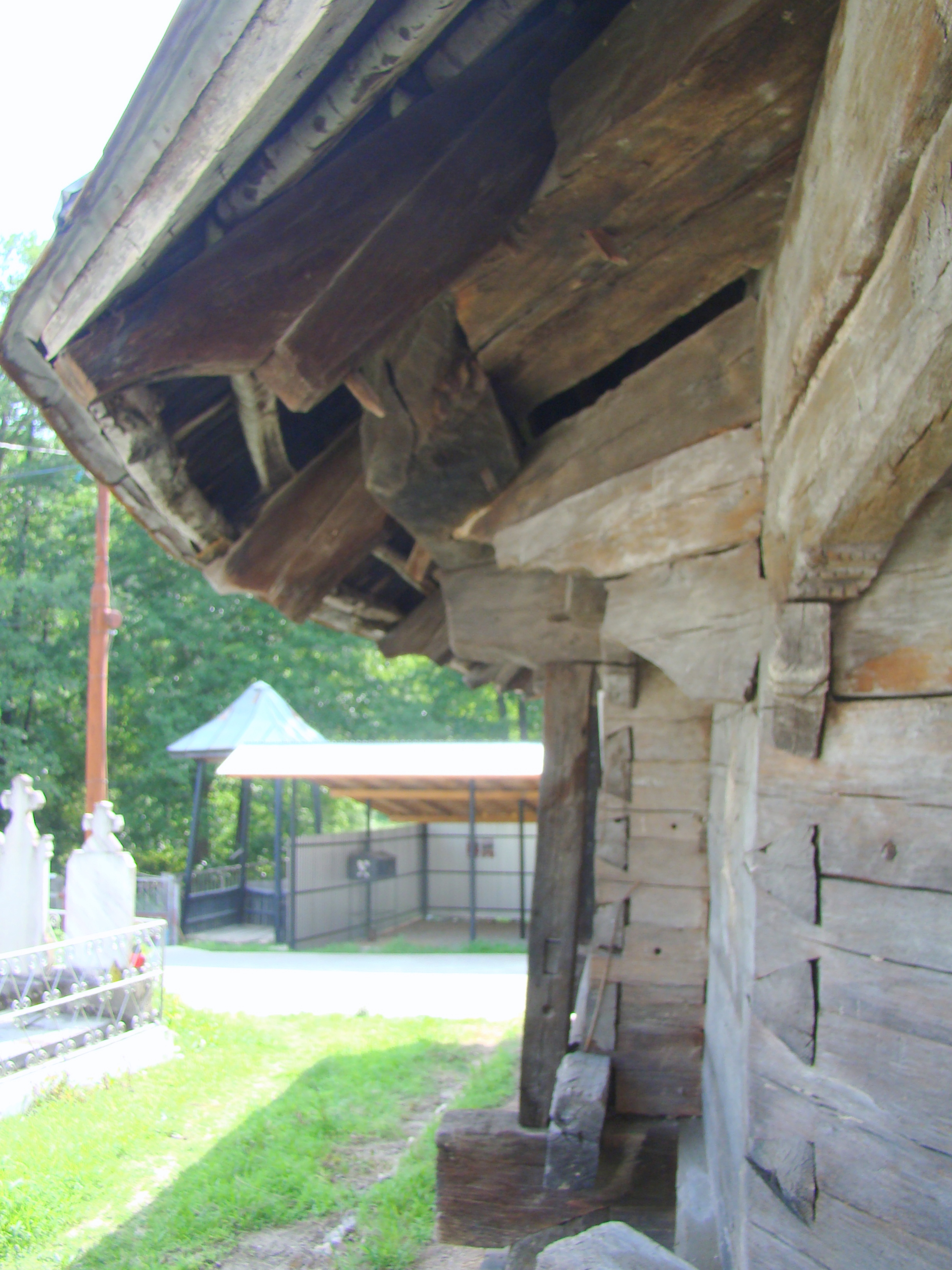
Decroşul altarului
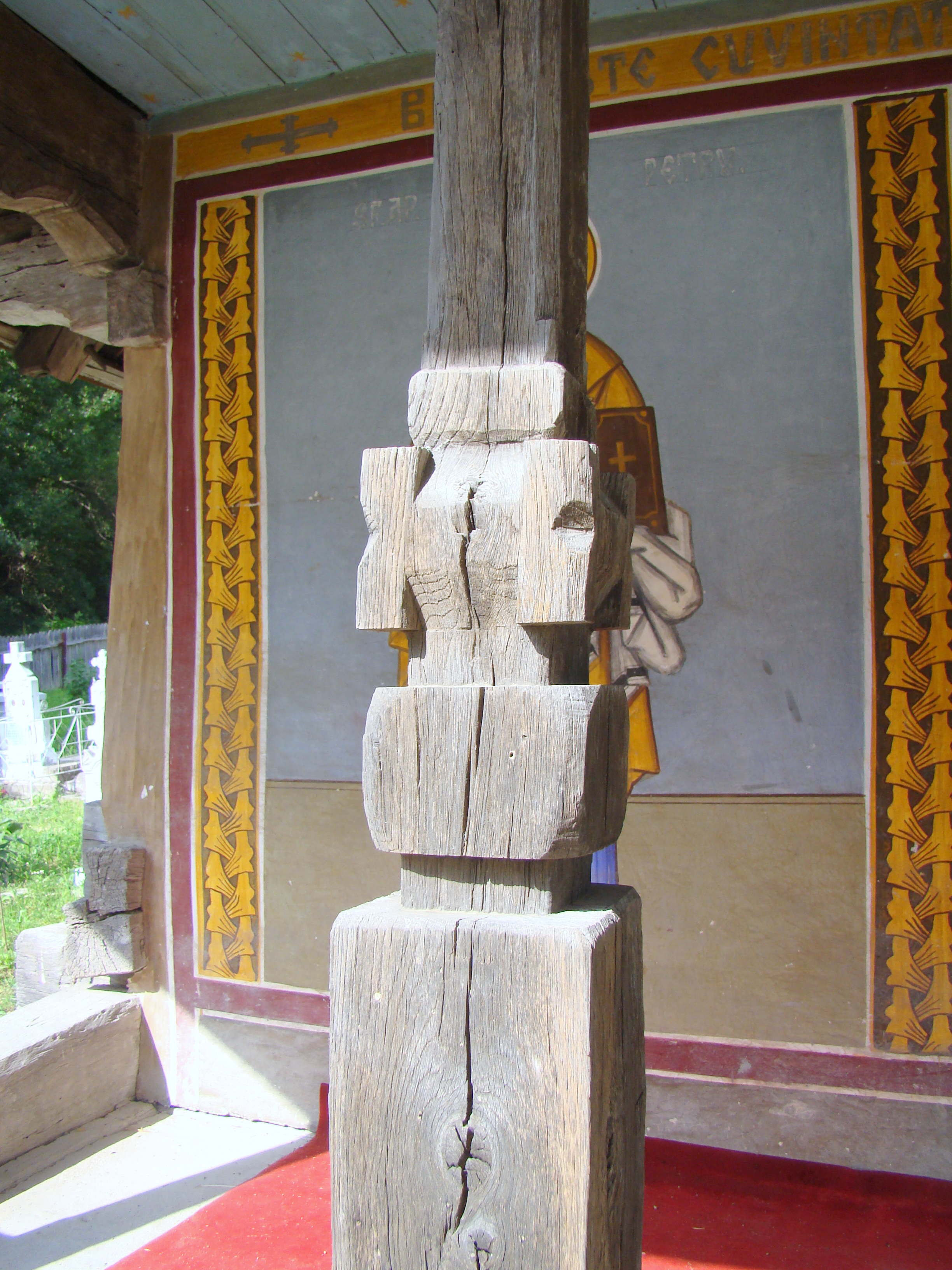
Stâlp la pridvor
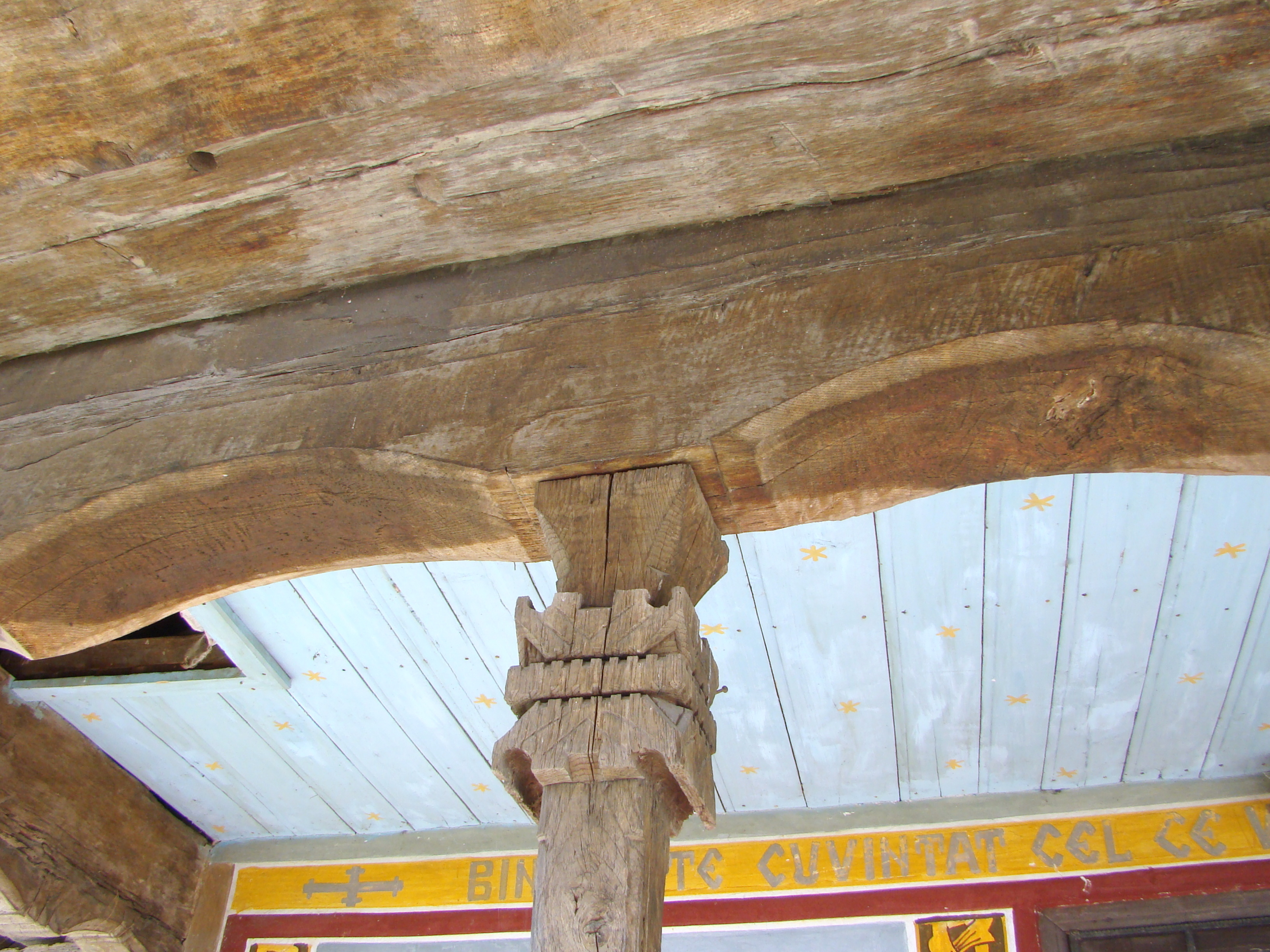
Capitel
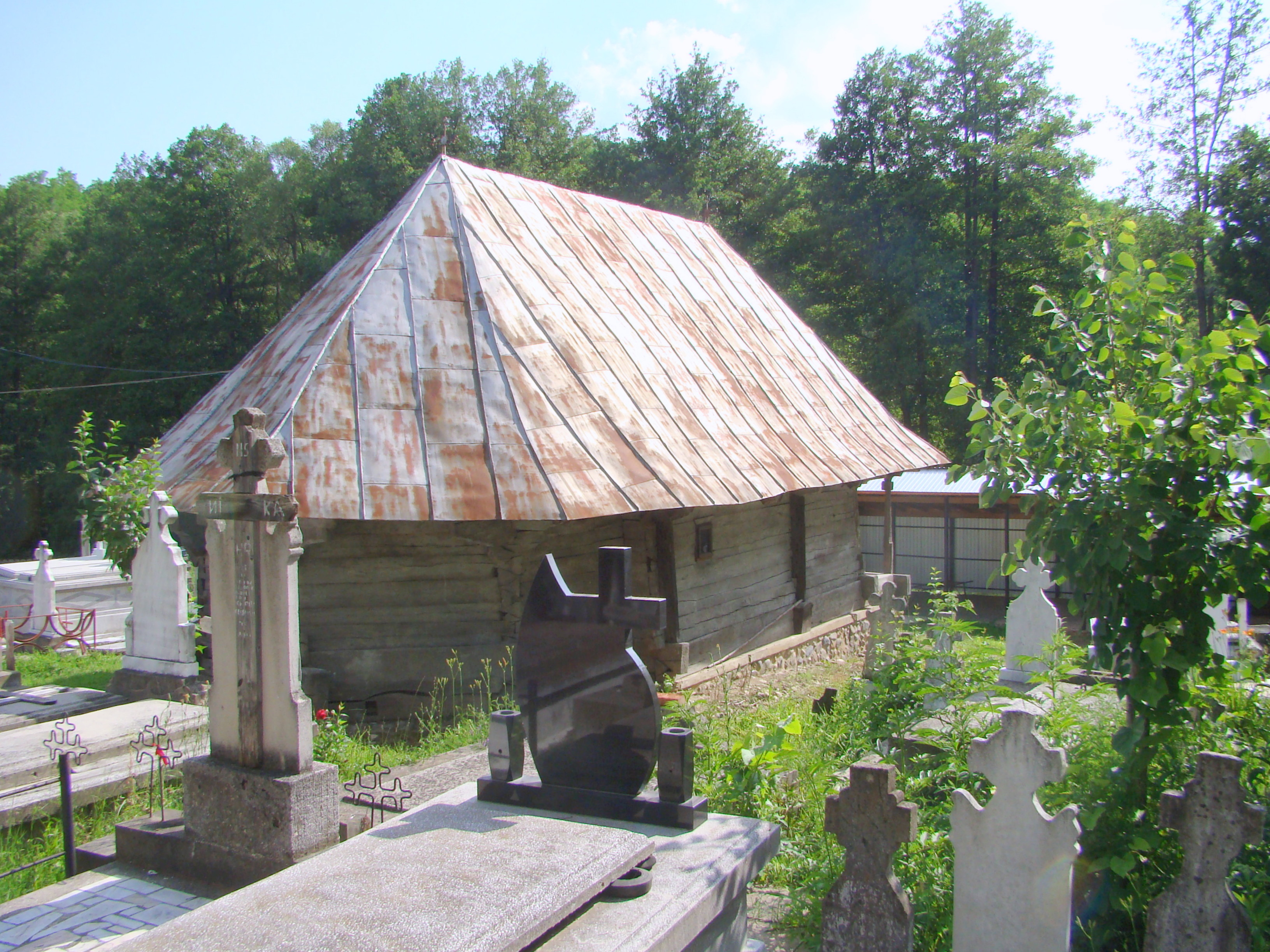
Biserica (nord-est)
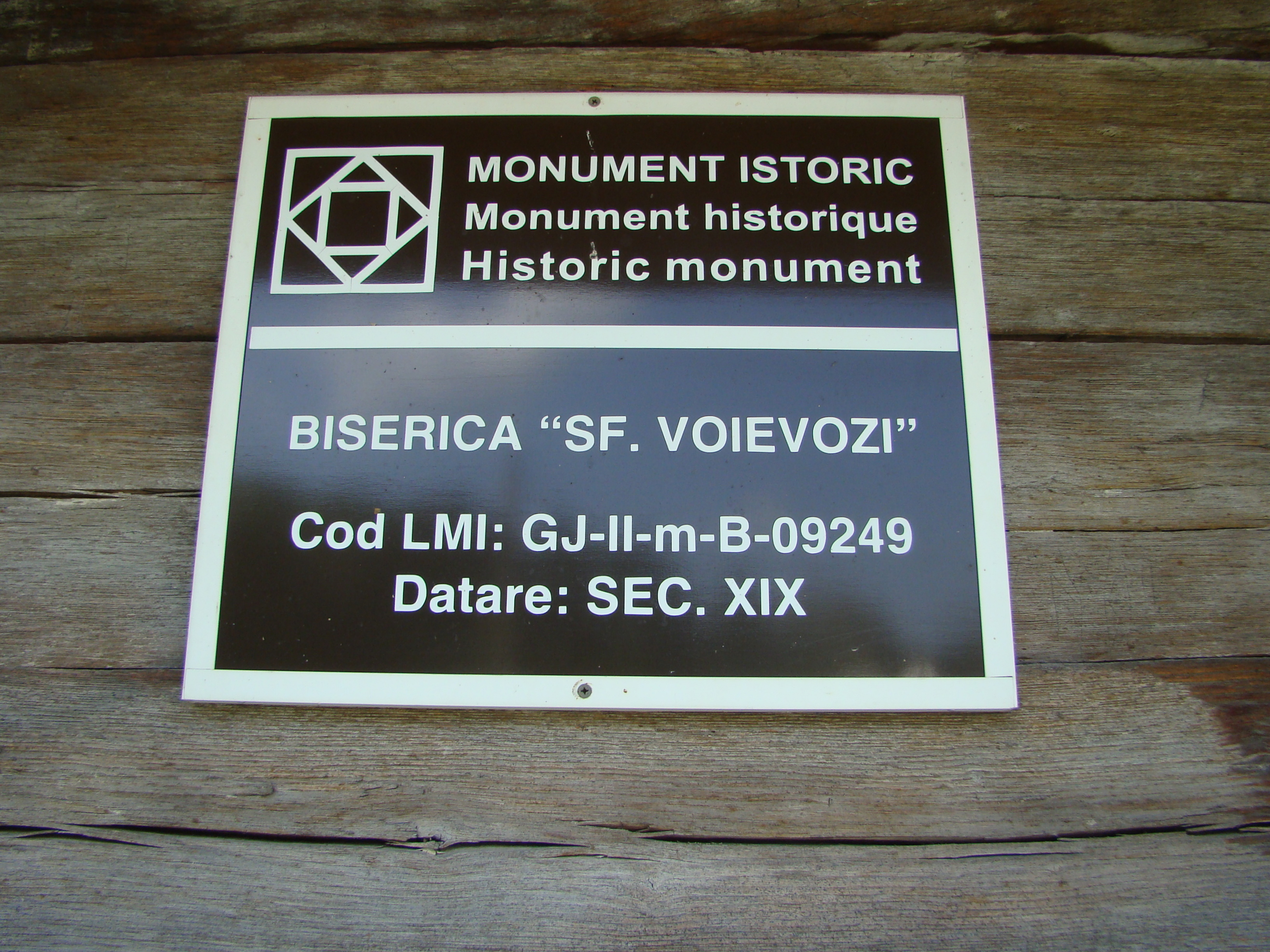
Tablă de monument
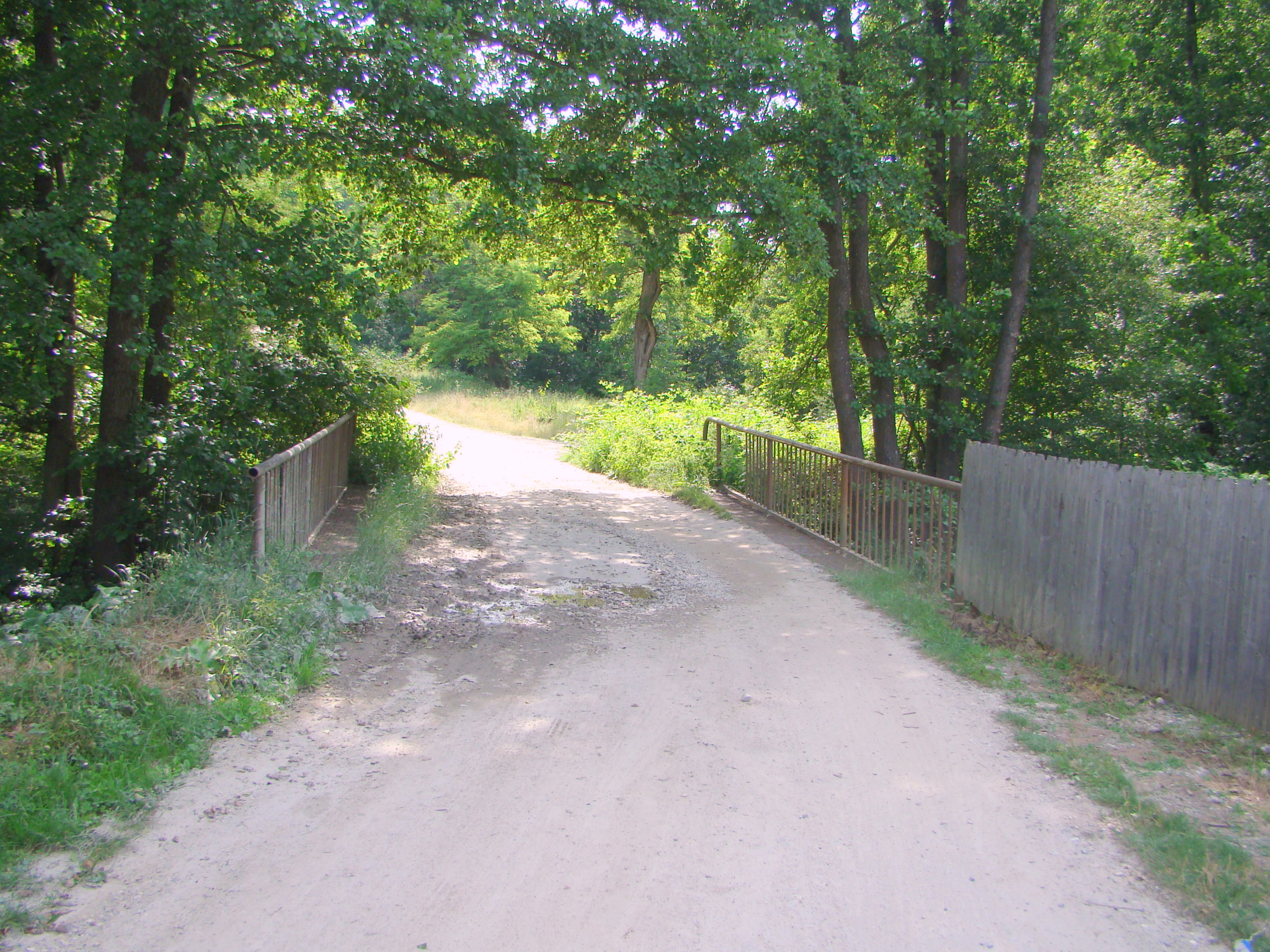
Drumul spre biserică